# 鯉魚伯公廟
24°15′21″N 120°49′35″E / 24.255843°N 120.826500°E
鯉魚伯公廟，又稱鯉魚伯公祠、永安宮，是位於臺灣台中市東勢區東安里的土地祠，建立於大甲溪堤防上，神明以鯉魚的形象著稱。

## 鯉魚堤防
此堤防被稱作「鯉魚堤防」，為建立於道光年間，長約30公尺。隨著堤基地形起伏的護堤外觀，正若一條俯仰攀洄的鯉魚；而櫛比排列的卵石，頗似鯉魚鱗片。
堤防的建立與大甲溪開始洪水氾濫有關。永安宮所在地東安里，靠大甲溪一帶，為東勢最早開發的區域。乾隆末年，最早先民沿著今日中寮里匠寮巷和東安里的鯉魚巷一帶聚居，形成街市。後來大甲溪氾濫，土方逐漸被洪水割坍，河道越裂越寬，此地不再是安寧適居，居民逐漸內移。沒有遷離的東勢居民，於當時街道與溪流之間的斜坡上砌建一條石堆護堤，藉以擋水和保免坍方，鞏固臨溪街厝安全。當護堤完工後，永安宮一帶才又免於洪水患害。

## 鯉魚伯公
因堤防頗似鯉魚，當地居民便認作「石鯉魚」，正好彌補當地原先失去神物、造成大甲溪氾濫的風水穴。從此，居民視護堤為神物，特別於護堤起頭鳩工建廟。信眾雕刻了一尊伯公，置於魚頭位置。為了容納蜿蜒而來的鯉魚神，永安宮的架構四周無壁，只有必要的柱子撐起屋頂，形成台灣地區寺廟建築的少有特例。
1951年左右，代表石鯉魚的伯公神像被竊。1952年，在找不到原像的狀況下，廟方再重刻安裝上。
今址為文化街123號。

## 祭祀
此廟地雖已處於東勢的邊緣地，但此廟依然為東勢的信仰重心，以每月農曆初二、十六香火最盛，東勢的生意人，會依例備齊牲禮前往祭拜。因鯉魚被認是追求功名成功的象徵，所以此廟也是當地學子士子祈求功名的所在，後來還建立了東勢文昌廟。當地老輩表示，鯉魚伯公能示解的項目很多，像是小孩和雞鴨牲畜等走失也能幫助。
元宵節當日，在鯉魚伯公廟和北興里雙福祠舉辦新丁粄比賽。添丁者或新婚者的會員必須準備大紅龜粄敬奉福德正神，先各自保密紅龜粄大小，當天再比賽大小。比賽之後的紅龜粄，則分給會員享用。此外，元宵節當天，鯉魚伯公廟還舉行炸炮城比賽。居民以鞭炮將炮城目標物炸碎後，即有獎金。
廟前並有一顆視為「石母」的石頭，當地客家人會讓小孩當石母的契子女，並戴上古銅錢形狀的神絭，於每年中秋到廟裡換絭，以保平安，直至十六歲成年為止。
台中市長林佳龍於2015年開始為此廟舉辦鯉魚伯公文化祭，時間於中秋節前夕。

## 外部連結
- 鯉魚伯公祠的Facebook專頁